# Sainte-Barbe–L'Anse aux Meadows
Circonscription électorale provinciale du Canada
Sainte-Barbe–L'Anse aux Meadows (en anglais : St. Barbe-L'Anse aux Meadows) est une circonscription électorale provinciale de la Chambre d'assemblée de la province canadienne de Terre-Neuve-et-Labrador.

## Liste des députés
| Sainte-Barbe–L'Anse aux Meadows |                              |         |                |             |
| Député                          | Député                       | Parti   | Mandat         | Législature |
|                                 | Christopher Mitchelmore (en) | Libéral | 2015 - 2019    | 48e         |
|                                 | Christopher Mitchelmore (en) | Libéral | 2019 - 2021    | 49e         |
|                                 | Krista Lynn Howell (en)      | Libéral | 2021 - présent | 50e         |